# Thulin Typ N
Thulin Typ N Jagare var ett svensktillverkat jaktflygplan som bara tillverkades i ett prototypexemplar.
Eftersom Flygkompaniet lyckats köpa några 150 hk Benz-motorer i Tyskland utlyste man en konstruktionstävling av ett jaktflygplan bland de svenska flygplansfabrikerna där Benz-motorn kunde användas. 
Enoch Thulin konstruerade ett dubbeldäckat flygplan, med en flygplanskropp tillverkad i en fackkonstruktion till stora delar bestående av stålrör. Trots Flygkompaniets önskan om en Benz-motor konstruerade Thulin flygplanet runt den egna motorn Thulin G. Eftersom mortorvalet inte var det önskade köptes jaktflygplanen från Södertelge Verkstäder och Typ N blev kvar vid AETA.
Flygplanet flögs sällan, och skänktes slutligen till Tekniska museet i Stockholm.